# Béatrice Mouthon
Béatrice Mouthon (* 14. Juni 1966 in Annecy) ist eine ehemalige französische Triathletin und nationale Meisterin auf der Triathlon-Langdistanz (1994), die an den Olympischen Spielen 2000 in Sydney teilnahm.

## Werdegang
Béatrice Mouthon wuchs gemeinsam mit ihrer Zwillingsschwester Isabelle und vier weiteren Geschwistern in den französischen Alpen auf.
Ein TV-Beitrag zum Triathlon Longue Distance de Nice, damals neben dem Ironman Hawaii der prestigeträchtigste Triathlon weltweit, motivierte sie selbst mit Triathlon zu beginnen. Zuvor waren ihre Zwillingsschwester und sie bereits im Schwimmsport und Laufsport aktiv. Ihren ersten Triathlon absolvierten sie mit von ihrem Vater und ihrem Bruder geliehenen Rädern in Annecy. Während Béatrice in Paris studierte, schrieb sich Isabelle Mouthon an der Universität Lyon ein, so dass beide nur in den Ferien gemeinsam trainieren konnten.
Nach Abschluss ihres Studiums 1990 beschlossen Béatrice und Isabelle, sich ein Jahr Auszeit zu nehmen, um sich auf den Sport zu konzentrieren und zogen nach San Diego. Béatrice Mouthon gehörte mit ihren Erfolgen zu jenen Athletinnen, die gleichermaßen auf der Kurz- und Langdistanz erfolgreich war.
Im Juli 1995 wurde sie in Schweden Vierte bei der ETU-Europameisterschaft auf der Kurzdistanz und im Oktober Achte beim Ironman Hawaii (Ironman World Championships).

### Olympische Sommerspiele 2000
Sowohl Béatrice Mouthon wie auch ihrer Schwester Isabelle waren neben Christine Hocq vom französischen Nationalen Olympischen Komitee (NOK) für die Premiere von Triathlon bei den Spielen nominiert worden, wo sie den 35. Rang belegte.

## Sportliche Erfolge
| Datum/Jahr    | Rang | Wettbewerb                             | Austragungsort | Zeit     | Bemerkung                                                       |
| ------------- | ---- | -------------------------------------- | -------------- | -------- | --------------------------------------------------------------- |
| 16. Sep. 2000 | 35   | Olympische Sommerspiele 2000           | Sydney         | 02:11:08 |                                                                 |
| 1994          | 2    | FRA Triathlon National Championships   | Mulhouse       |          | Kurzdistanz                                                     |
| 1996          | 3    | FRA Triathlon National Championships   | Bessines       |          | Kurzdistanz                                                     |
| 30. Juli 1995 | 4    | ETU Triathlon European Championship    | Stockholm      | 02:02:52 | Europameisterschaft auf der Kurzdistanz                         |
| 1995          | 3    | FRA Triathlon National Championships   | Mauzac         |          | Kurzdistanz                                                     |
| 1994          | 2    | FRA Triathlon National Championships   | Mur-de-Barrez  |          | Sprintdistanz                                                   |
| 1993          | 2    | FRA Triathlon National Championships   | Fontainebleau  |          | Sprintdistanz                                                   |
| 12. Sep. 1992 | 39   | ITU Triathlon World Championships      | Huntsville     | 02:15:22 |                                                                 |
| 1992          | 3    | FRA Triathlon National Championships   | Choisy-le-Roi  |          | Sprintdistanz                                                   |
| 1991          | 2    | FRA Triathlon National Championships   | Versailles     |          | Sprintdistanz                                                   |
| 26. Aug. 1990 | 9    | ETU Triathlon European Championships   | Linz           | 02:11:55 |                                                                 |
| 1990          | 3    | FRA Triathlon National Championships   | Mâcon          |          | Kurzdistanz                                                     |
| 6. Aug. 1989  | 4    | ITU Triathlon World Championship 20–24 | Avignon        | 02:26:06 | Weltmeisterschaft auf der Kurzdistanz in der Altersklasse 20–24 |

| Datum/Jahr    | Rang | Wettbewerb                                         | Austragungsort | Zeit     | Bemerkung                                                                                             |
| ------------- | ---- | -------------------------------------------------- | -------------- | -------- | --- |
| 2001          | 2    | Embrunman                                          | Embrun         |          | Zweite hinter ihrer Schwester Isabelle                                                                |
| 8. Juni 1997  | 6    | ITU Long Distance Triathlon World Championships    | Nizza          | 06:37:33 | Die Langdistanz-Weltmeisterschaft wurde 1997 im Zuge des Triathlon International de Nice ausgetragen. |
| 1998          | 2    | FRA Long Distance Triathlon National Championships | Gérardmer      |          | |
| 14. Juli 1996 | DSQ  | Ironman Europe                                     | Roth           | –        | wegen Windschattenfahrens disqualifiziert                                                             |
| 1995          | 8    | Ironman Hawaii                                     | Hawaii         | 09:53:40 | hinter Karen Smyers                                                                                   |
| 1994          | 1    | FRA Long Distance Triathlon National Championships | Val-de-Reuil   | 06:47:10 | |
| 13. Juni 1993 | 3    | Triathlon Longue Distance de Nice                  | Nizza          | 06:55:11 | |